# Quenzsiedlung
Die Wohnsiedlung „Quenz“ gehört zum Stadtteil Altstadt der Stadt Brandenburg an der Havel. Der Name entstand durch den nahe gelegenen Quenzsee.

## Entstehung
Das Gebiet war vor der Besiedlung geprägt durch Wiesen- und Gartenlandschaft mit vereinzelten Gehöften und Scheunen. Während des 18. Jahrhunderts kamen auf Initiative König Friedrichs II. verschiedene Kolonistensiedlungen mit Siedlern aus Sachsen und Thüringen hinzu. Jede Familie erhielt ein Wohnhaus und einen Morgen Land sowie das Recht auf Leseholz. Diese Siedlungen und Vorwerke dienten der Versorgung und Entlohnung der Ratsherren und städtischen Bediensteten. Textilgewerbe sollte die Region beleben.
Weit vor den Toren der Stadt entstand um 1830 an der Magdeburger Landstraße, Teil der früheren Handelsstraße Magdeburg–Berlin, der Gutshof Wilhelmshof, der dem Mechaniker Brexendorf gehörte und daher auch als Vorwerk Brexendorf bezeichnet wurde. 1860 befanden sich auf dem Ackerhof zwei Wohn- und fünf Wirtschaftsgebäude. Das Gut wurde 1928 in die Stadt eingemeindet.
Lehmvorkommen am Quenzsee bewirkten um 1870 die Entstehung einer Ziegelei. Ab der Wende zum 20. Jahrhundert wurden entlang der Blosendorfer Straße nahe am Quenzsee Wohn- und Mietshäuser städtischen Charakters errichtet. Auf dem Gelände der Brandenburger Klinkerwerke von F. Körting (bis 1910 Brandenburger Dampfziegelei und Kiesgruben GmbH am Quenzsee/vormals August Goerisch) entstand im Oktober 1914 ein großes Gefangenenlager. Südlich des Lagers, abseits der Straße zwischen Siedlung Wilhelmshof und Neuendorf, wurde ein Friedhof angelegt, der im Herbst 1942 eingeebnet wurde, um den Flugplatz der Arado Flugzeugwerke zu erweitern. Im November 1918 wurde das Lager aufgelöst, das Areal erwarben die Hansa- und Brandenburger Flugzeugwerke.

## Walzwerksiedlung
Mit der Grundsteinlegung des Stahlwerkes 1912 begann der Aufbau der Walzwerksiedlung. Im Jahre 1919 kaufte die Werkleitung von der Stadt die Kleinhaussiedlung Wilhelmshof mit anfänglich 24 Häuser auf. Im Frühjahr 1920 konnten im heutigen Bereich der Bayernstraße und Thüringer Straße 146 neue Wohnungen bezugsfertig übergeben werden. Sie waren mit Unterstützung der Deutsch-Luxemburgische Bergwerks- und Hütten-AG geschaffen worden und vor allem für die aus dem Saarland zugereisten Stahl- und Walzwerker bestimmt, welche zwischen 1912 und 1914 während der Errichtung des Stahl- und Walzwerkes, aber auch später nach Brandenburg kamen. Weitere Doppelhäuser wurden 1921 nach den Plänen des Stadtbaurats Moritz Wolf errichtet. Der Siedlungsgedanke mit der Verbindung von Wohnen, Gartenarbeit und Nahrungsmittelproduktion gewann in den 1930er Jahren neue Aktualität. Grundgedanke war, mit den billigen, von den künftigen Bewohnern zum Teil in Eigenarbeit zu errichtenden Häusern auf Grund, der von der Stadt zur Verfügung gestellt wurde, der Wohnungsnot zu begegnen. Gleichzeitig sollte den Arbeitslosen eine zumindest teilweise Selbstversorgung durch Gartenbau ermöglicht werden. Gegenüber der Hauptverwaltung des Stahlwerkes begann Anfang der 1930er Jahre der Ausbau der Wohnsiedlung. Die Erwerbslosenwohnungen an der heutigen Hannoverschen Straße und an der Klingenberg- und Karl-Sachs-Straße von 1931 gehören zu den ersten, die in Deutschland nach den Entwürfen von Karl Erbs gebaut wurden. Sie sind der verwirklichte Teil viel umfangreicherer Planungen, nach denen sich Kleinhaussiedlungen im Westen der Stadt bis zur Blosendorfer Straße erstrecken sollten. 1934 wurde die nach Erbs Entwürfen in die bestehenden Reihenhäuser der Thüringer Straße integrierte Kapelle St. Bernhard geweiht. Karl Erbs wurde 1928 als Stadtbaurat Nachfolger von Moritz Wolf.

## Zeit des Nationalsozialismus
Am 15. Oktober 1939 wurde die „Baulehrkompanie z. b. V.800“ ins Leben gerufen. Hinter der Bezeichnung verbarg sich eine landläufig „Division Brandenburg“ genannte geheime Truppe. Sitz der sogenannten Agentenschule war das Quenzgut, wo einst im Ersten Weltkrieg das Gefangenenlager stand und von der Außenwelt hermetisch abgeschirmt war.
Einen Höhepunkt erreichte das Lagerwesen der Stadt Brandenburg in der NS-Zeit. Über 40 Gefangenenlager beziehungsweise Zwangsarbeitslager hatte Brandenburg im Zweiten Weltkrieg. Das Barackenlager am Quenz bestand von 1937 bis Anfang der 50er Jahre entlang der Magdeburger Landstraße. Zunächst wurde das Lager für die Unterbringung von Arbeitern der Stahlwerke genutzt, die keine Wohnung hatten und hier Unterkunft fanden. Von 1938 bis 1943 entstanden jährlich neue Gebäude und mit Beginn des Zweiten Weltkrieges wurde das Lager als Gefangenenlager genutzt. Nach dem Ende des Zweiten Weltkrieges wurden im Gefangenenlager am Quenz, jetzt unter sowjetischer Militäraufsicht, deutsche Kriegsgefangene interniert. Ein Teil wurde als Auffanglager für Zwangsarbeiter, Flüchtlinge, Umsiedler oder Vertriebene genutzt.